# Soplete

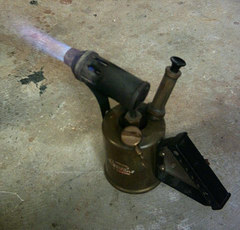
Un soplete antiguo de querosén

Un soplete es una herramienta de combustión para la aplicación de las llama y el calor en diversas aplicaciones, por lo general metalurgia. Se trata de un dispositivo con el que se genera calor mediante la mezcla de ciertas proporciones y a ciertas presiones de un gas combustible cómo pudieran ser acetileno, gas butano, gas propano, hidrógeno o alguna mezcla especial de gases combustibles con un gas comburente cómo puede ser aire u oxígeno. La mezcla se hace pasar por una boquilla y se quema produciendo una llama la cual puede ser utilizada para la soldadura, la fundición, el templado de metales, etcétera.
La temperatura y la potencia máxima de la llama varía en relación con los volúmenes de combustibles y comburente.
Los primeros sopletes utilizaron combustible líquido, llevado en un depósito recargable unido al mechero. Los sopletes modernos, como los desarrollados por Charledave o Picard en 1905, son en su mayoría de oxicombustión, potenciando el gas combustible para obtener una máxima concentración.
Los sopletes de combustible líquido son presurizados por una bomba de pistón manual, los sopletes de gas son autopresurizados por evaporación del combustible.  Los sopletes de combustible se utilizan en una amplia gama de tamaños y potencias de salida. El término soplón se aplica a los rangos de temperatura más pequeños y más bajos de estos.  Sopletes más grandes pueden tener un depósito de combustible pesado ubicado en el suelo, conectado por una manguera. Esto es común para los sopletes de gas butano o propano.
Muchos sopletes ahora utilizan un tubo de alimentación de gas suministrado, a menudo una red de gas. También pueden tener un suministro de aire forzado, ya sea desde un compresor de aire o un cilindro de oxígeno. Ambos diseños más grandes y más poderosos son menos descritos como sopletes, el término soplete generalmente se reserva para los más pequeños y menos poderosos sopletes autógena o soplete de oxi-combustión.
Las principales marcas en el mundo son Rhoena, Charledave, Butbro, Kaiser, Haris, Mujelli, Varga, Krass, Vitor, AGA, Murex, ESAB, Klein, 
Se usan para operaciones de calentamiento, oxicorte, soldadura blanda, fuerte o autógena, limpieza por llama, trabajo del cuarzo y cristales, enderezado, trabajo del granito, metalización, tratamientos térmicos, trabajo de los termoplásticos, joyería, fabricación de prótesis dentales, secado, tratamiento de malezas.